# Peucetia crucifera
Peucetia crucifera là một loài nhện trong họ Oxyopidae.
Loài này thuộc chi Peucetia. Peucetia crucifera được George Newbold Lawrence miêu tả năm 1927.